# Lillsjön (Hassela socken, Hälsingland)
Lillsjön är en sjö i Nordanstigs kommun i Hälsingland och ingår i Harmångersåns huvudavrinningsområde.